# Ad van de Pol
Adrianus (Ad) van de Pol (Amsterdam, 2 december 1926 – aldaar, 1 maart 2006) was een Nederlands voetballer.

## Biografie
Ad van de Pol was de zoon van Adrianus van de Pol en Petronella Johanna Groen. Hij trouwde op 3 mei 1961 met Mathilda Johanna Hendrika Platje.
Hij speelde van 1949 tot 1951 bij AFC Ajax als doelman. Van zijn debuut in het kampioenschap op 2 oktober 1949 tegen 't Gooi tot zijn laatste wedstrijd op 19 november 1950 tegen DOS speelde van de Pol in totaal 29 wedstrijden in het eerste elftal van Ajax.
Later speelde hij nog voor Zeeburgia en DWS.
Zijn jongere broer Henk (1942-1986) speelde voor De Volewijckers, Blauw-Wit, Elinkwijk en OVVO.

## Statistieken
| Club  | Seizoen | Competitie | Competitie | Beker | Beker | Totaal | Totaal |
| Club  | Seizoen | Wed.       | Dlp.       | Wed.  | Dlp.  | Wed.   | Dlp.   |
| ----- | ------- | ---------- | ---------- | ----- | ----- | ------ | ------ |
| Ajax  | 1949/50 | 24         | 0          | -     | -     | 24     | 0      |
| Ajax  | 1950/51 | 5          | 0          | -     | -     | 5      | 0      |
| Total | Total   | 29         | 0          | -     | -     | 29     | 0      |
| DWS   | 1959/60 | 1          | 0          | -     | -     | 1      | 0      |
| Total | Total   | 1          | 0          | -     | -     | 1      | 0      |